# Thomas Wyatt (dichter)

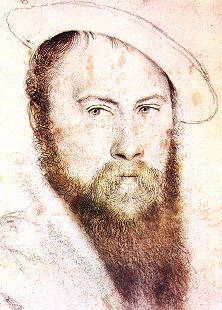
Thomas Wyatt (naar Hans Holbein de Oude)

Thomas Wyatt (Allington Castle, Maidstone, Kent, 1503 – Londen, 11 oktober 1542) was een Engels dichter en diplomaat.
Zijn vader Henry Wyatt was raadsheer voor koning Hendrik VII en bleef een vertrouweling aan het hof van Hendrik VIII. Na zijn studie aan het St John's College van de Universiteit van Cambridge volgde Thomas in zijn vaders voetsporen.
Thomas Wyatt trouwde op 17-jarige leeftijd met Elizabeth Brooke (1503-1560) en een jaar later kregen zij een zoon, eveneens Thomas Wyatt geheten, die een rebellenleider zou worden en een van de aanvoerders van de opstand die in Engeland bekend is geworden onder de naam 'Wyatt's rebellion'.
Thomas Wyatt werd op diplomatieke missies gestuurd naar Frankrijk en Italië, waar hij kennismaakte met de dichtkunst. Van 1528 tot 1532 diende hij als Marshal van Calais en keerde terug naar Engeland in het jaar dat Hendrik VIII trouwde met Anna Boleyn. Hij werd vrederechter in Essex en was in 1533 aanwezig bij de kroning van Anna Boleyn. Wyatt was een opvliegend persoon en werd wegens een hoogoplopende ruzie in 1534 enige tijd gevangengezet. Hij wist zich echter te verdedigen en in 1535 werd hij geridderd. In 1536 werd hij opnieuw gevangengenomen en opgesloten in de Tower of London. Anna Boleyn was gevallen en Wyatt behoorde tot de gearresteerden, als een van haar buren in Kent en als haar bewonderaar en mogelijke geliefde.
Hij werd vrijgelaten dankzij de invloed van Thomas Cromwell, en hij hervatte zijn werkzaamheden. Tijdens zijn verblijf in The Tower was hij getuige van de executie van Anna Boleyn en hij schreef er een gedicht over: V. Innocentia Veritas Viat Fides Circumdederunt me inimici mei.
Na een ruzie met Edmund Bonner, die eerder mede-gezant van hem was geweest op een missie naar Spanje en inmiddels bisschop van Londen was, belandde hij opnieuw in The Tower op beschuldiging van verraad en van immoraliteit. Een van de aanklachten luidde dat Wyatt samenleefde met Elizabeth Durrell, een hofdame van de koningin. Hij verdedigde zichzelf met succes en werd vrijgelaten op voorwaarde dat hij zou terugkeren naar zijn vrouw.
Thomas Wyatt stierf aan koorts en werd begraven in Sherborne Abbey in Dorset.

## Literaire verdienste
Op het gebied van de literatuur is Thomas Wyatt vooral bekend gebleven als een van degenen die nieuwe versvormen introduceerden in Engeland, met name het sonnet. In dit verband wordt hij vaak in een adem genoemd met Henry Howard, die Wyatt zeer bewonderde. Wyatt vertaalde gedichten van Petrarca, imiteerde ook diens werken, en wist er een eigen Engelse vorm aan te geven. Wyatts werk werd niet bij zijn leven gepubliceerd. Gedichten verschenen voor het eerst in 1549 in Certayne Psalmes Chosen out of the Psalter of David and Drawen into Enlgysh Meter commonly called the VII Penytentiall Psalmes. Pas in 1557 werd zijn werk, met dat van een aantal andere dichters, onder wie Henry Howard en Thomas Vaux, voor een breed publiek opengesteld in het populaire werk Tottel's Miscellany. Hierin verschenen 97 gedichten van Thomas Wyatt.